# Jairzinho Rozenstruik
Jairzinho Rozenstruik (Paramaribo, 17 de marzo de 1988) es un artista marcial mixto y ex kickboxer surinamés. Compite en la división de peso pesado de la Ultimate Fighting Championship. Actualmente tiene el récord del segundo nocaut más rápido en la división de peso pesado contra Allen Crowder en UFC Fight Night: Moicano vs. Korean Zombie. En kickboxing, es el excampeón de SLAMM Soema Na Basi (3 veces), campeón de WLF y campeón de peso pesado de DangerZone. Actualmente, Rozenstruik se encuentra como el peso pesado #10 en el ranking oficial de UFC.

## Historia
Rozenstruik nació y creció en Paramaribo, Surinam. Sus padres eran fanáticos de fútbol y lo nombraron después del futbolista brasileño Jairzinho. Rozenstruik jugó fútbol y baloncesto antes de comenzar a entrenar kickboxing a la edad de diecisiete años en un gimnasio local. Después de competir en kickboxing, hizo la transición a las artes marciales mixtas en 2012.

## Carrera como luchador

### Kickboxing
A los diecisiete años, Rozenstruik comenzó a entrenar en un gimnasio llamado Rens Project. Allí comenzó a tomar lecciones de kickboxing y pronto fue descubierto por el entrenador Michael Babb (VOS Gym Amsterdam). Entrenado por Babb, salió a la Casa de Leyendas bajo la supervisión de Ivan Hippolyte.
- Rozenstruik comenzó su carrera en deportes de combate en kickboxing. Ganó un total de 76 combates, 64 de ellos por nocaut de los 85 en los que compitió.
- Carrera de artes marciales mixtas:

### Inicios
En mayo de 2012, Rozenstruik ganó su primera pelea de debut de MMA contra Evgeny Boldyrev en DRAKA MMA: Governor's Cup 7 en Vladivostok, Rusia.
En abril de 2017, después de cinco años de centrarse en su carrera de kickboxing, Rozenstruik ganó un combate de MMA contra Engelbert Berbin durante una promoción regional en Aruba.
En abril de 2018, Rozenstruik firmó un contrato de múltiples peleas con la Federación Rizin Fighting. 
En mayo de 2018, Rozenstruik ganó su debut promocional contra Andrey Kovalev en Rizin FF - Rizin 10 por decisión dividida. 

### Ultimate Fighting Championship
Rozenstruik hizo su debut en UFC el 2 de febrero de 2019 contra Júnior Albini, reemplazando al lesionado Dmitry Sosnovskiy, en UFC Fight Night: Assunção vs. Moraes 2. Ganó la pelea a través de TKO en la segunda ronda.
Rozenstruik se enfrentó a Allen Crowder el 22 de junio de 2019 en UFC Fight Night: Moicano vs Korean Zombie. Ganó la pelea por nocaut en la primera ronda. Esta pelea le valió el premio a la Actuación de la Noche.
Rozenstruik se enfrentó a Andrei Arlovski, excampeón de peso pesado de UFC, en el evento UFC 244. Ganó la pelea por nocaut en la primera ronda.
Rozenstruik se enfrentó a Alistair Overeem, reemplazando a Walt Harris debido a la búsqueda en curso de su hijastra desaparecida, el 7 de diciembre de 2019 en UFC en ESPN 7. Ganó la pelea por nocaut en la quinta ronda con sólo cuatro segundos restantes en la pelea.
Rozenstruik estaba programado para enfrentarse a Francis Ngannou el 28 de marzo de 2020 en UFC on ESPN 8. Sin embargo, debido a la Pandemia de enfermedad por coronavirus de 2019-2020, se anunció que el evento se había pospuesto.
Rozenstruik se enfrentó a Júnior dos Santos el 15 de agosto de 2020 en UFC 252.  Ganó la pelea por nocaut técnico en el segundo asalto. 
Rozenstruik se enfrentó a Ciryl Gane el 27 de febrero de 2021 en UFC Fight Night: Rozenstruik vs. Gane.  Perdió la pelea por decisión unánime. 
Rozenstruik se enfrentó a Augusto Sakai el 5 de junio de 2021 en UFC Fight Night: Rozenstruik vs. Sakai.  Ganó la pelea por nocaut en los últimos segundos del primer asalto.  Esta victoria le valió el premio Actuación de la noche. 
Rozenstruik se enfrentó a Curtis Blaydes el 25 de septiembre de 2021 en UFC 266. Perdió el combate por decisión unánime.
Rozenstruik estaba programado para enfrentar a Marcin Tybura el 26 de febrero de 2022 en UFC Fight Night 202.  Sin embargo, a mediados de enero se anunció que la pelea se trasladó a UFC 273 el 9 de abril de 2022.  Sin embargo, la pelea fue retirada de la cartelera después de que Tybura se retirara debido a una enfermedad no revelada. 
Rozenstruik se enfrentó a Alexander Volkov el 4 de junio de 2022 en UFC Fight Night 207.  Perdió la pelea por nocaut técnico en el primer asalto. 
Rozenstruik estaba programado para enfrentarse a Chris Daukaus el 1 de octubre de 2022 en UFC Fight Night 211.  Sin embargo, por razones desconocidas, la pelea se trasladó a UFC 282 el 10 de diciembre de 2022.  Rozenstruik ganó la pelea por nocaut técnico apenas veintitrés segundos después del primer asalto.  Esta victoria le valió el premio Actuación de la noche. 
Rozenstruik se enfrentó a Jailton Almeida el 23 de mayo de 2023 en UFC on ABC: Rozenstruik vs. Almeida. Perdió el combate por sumisión en la primera ronda.
Rozenstruik se enfrentó a Shamil Gaziev el 2 de marzo de 2024 en UFC Fight Night 238.  Rozenstruik conectó muchos golpes a lo largo de la pelea y ganó la pelea por nocaut técnico al final del cuarto asalto cuando Gaziev no pudo ver. 

## Campeonatos y logros
Artes marciales mixtas
- Ultimate Fighting Championship
  - Actuación de la noche (tres veces) vs. Allen Crowder,  Augusto Sakai y Chris Daukaus[15][4][26]
  - Nocaut mas tardío en la historia de la división de peso pesado de UFC (4:56) vs Alistair Overeem
  - Segunda finalización más rápida en la historia de la división de peso pesado de UFC (0:09) vs. Allen Crowder[30]
  - Revelación del año 2019 [31]
- MMAJunkie.com
  - Regreso del año 2019 vs. Alistair Overeem[32]
  - Revelación del año 2019 [31]
- CombatPress.com
  - Regreso del año 2019 vs. Alistair Overeem [32]

Kickboxing
- SLAMM !!
  - Campeonato Soema Na Basi (tres veces) 2012, 2013 y 2016.

- Wu Lin Feng
  - Campeón del campeonato Wu Lin Feng (una vez) 2016.

- DangerZone
  - Campeón del campeonato DangerZone (una vez) 2017.

- Zweet en Tranen world championship
  - Campeón del campeonato Zweet en Tranen (SuThaiBo) (una vez) 2018.

- Lifetime Achievement Award
  - "Premio a la Trayectoria" otorgado por el ministro de Juventud y Deportes de Surinam por sus actuaciones nacionales e internacionales.

## Vida personal
En agosto de 2014, Rozenstruik fue arrestado y detenido por Royal Netherlands Marechaussee bajo sospecha de contrabando de drogas junto con otros siete surinameses en Holanda que, según el grupo, asistieron a un evento de kickboxing. Después de 14 a 16 meses de detención, Rozenstruik fue liberado cuando la autoridad holandesa descubrió que siete miembros del grupo habían tragado bolas de drogas, pero no Rozenstruik, y él era el único kickboxer del grupo.

## Registro en artes marciales mixtas
| Resultado | Récord | Oponente          | Método                            | Evento                                           | Fecha                    | Ronda | Tiempo | Localización                     | Notas                  |
| --------- | ------ | ----------------- | --------------------------------- | ------------------------------------------------ | ------------------------ | ----- | ------ | -------------------------------- | ---------------------- |
| Victoria  | 15-5   | Tai Tuivasa       | Decisión (dividida)               | UFC 305                                          | 17 de agosto de 2024     | 3     | 5:00   | Perth, Australia                 |                        |
| Victoria  | 14-5   | Shamil Gaziev     | TKO (retiro)                      | UFC Fight Night: Rozenstruik vs. Gaziev          | 2 de marzo de 2024       | 4     | 5:00   | Las Vegas, Nevada                |                        |
| Derrota   | 13-5   | Jailton Almeida   | Sumisión (rear-naked choke)       | UFC on ABC: Rozenstruik vs. Almeida              | 13 de mayo de 2023       | 1     | 3:43   | Charlotte, Carolina del Norte    |                        |
| Victoria  | 13-4   | Chris Daukaus     | KO (puñetazo)                     | UFC 282                                          | 10 de diciembre de 2022  | 1     | 0:23   | Las Vegas, Nevada                | Actuación de la noche. |
| Derrota   | 12-4   | Aleksandr Vólkov  | TKO (puñetazos)                   | UFC Fight Night: Volkov vs. Rozenstruik          | 4 de junio de 2022       | 1     | 2:12   | Las Vegas, Nevada                |                        |
| Derrota   | 12–3   | Curtis Blaydes    | Decisión (unánime)                | UFC 266                                          | 25 de septiembre de 2021 | 3     | 5:00   | Las Vegas, Nevada                |                        |
| Victoria  | 12–2   | Augusto Sakai     | KO (golpes)                       | UFC Fight Night: Rozenstruik vs. Sakai           | 5 de junio de 2021       | 1     | 4:59   | Las Vegas, Nevada                | Actuación de la noche. |
| Derrota   | 11–2   | Ciryl Gane        | Decisión (unánime)                | UFC Fight Night: Rozenstruik vs. Gane            | 27 de febrero de 2021    | 5     | 5:00   | Las Vegas, Nevada                |                        |
| Victoria  | 11–1   | Júnior dos Santos | TKO (golpes)                      | UFC 252                                          | 15 de agosto de 2020     | 2     | 3:47   | Las Vegas, Nevada                |                        |
| Derrota   | 10–1   | Francis Ngannou   | KO (golpes)                       | UFC 249                                          | 9 de mayo de 2020        | 1     | 0:20   | Jacksonville, Florida,           |                        |
| Victoria  | 10–0   | Alistair Overeem  | KO (golpes)                       | UFC on ESPN: Overeem vs. Rozenstruik             | 7 de diciembre de 2019   | 5     | 4:56   | Washington D. C.                 |                        |
| Victoria  | 9–0    | Andrei Arlovski   | KO (golpes)                       | UFC 244                                          | 2 de noviembre de 2019   | 1     | 0:29   | Ciudad de Nueva York, Nueva York |                        |
| Victoria  | 8–0    | Allen Crowder     | KO (golpes)                       | UFC Fight Night: Moicano vs. Korean Zombie       | 22 de junio de 2019      | 1     | 0:09   | Greenville, Carolina del Sur     | Actuación de la Noche. |
| Victoria  | 7–0    | Júnior Albini     | TKO (patada a la cabeza y golpes) | UFC Fight Night: Assunção vs. Moraes 2           | 2 de febrero de 2019     | 2     | 0:54   | Fortaleza                        |                        |
| Victoria  | 6–0    | Robert McCarthy   | KO (golpes)                       | Team Yvel: Fearless 3                            | 27 de diciembre de 2018  | 1     | 0:10   | Paramaribo                       |                        |
| Victoria  | 5–0    | Andrey Kovalev    | Decisión (dividida)               | Rizin 10                                         | 6 de mayo de 2018        | 3     | 5:00   | Fukuoka                          |                        |
| Victoria  | 4–0    | Marvin Aboeli     | KO (golpes)                       | Fighting with the Stars: Bloed, Zweet & Tranen 3 | 22 de diciembre de 2017  | 1     | N/A    | Paramaribo                       |                        |
| Victoria  | 3–0    | Engelbert Berbin  | KO (golpes)                       | AIF 1                                            | 28 de abril de 2017      | 1     | N/A    | Oranjestad                       |                        |
| Victoria  | 2–0    | Evgeni Boldyrev   | KO (golpes)                       | Draka 11                                         | 24 de noviembre de 2012  | 1     | 2:05   | Krai de Jabárovsk                |                        |
| Victoria  | 1–0    | Evgeni Boldyrev   | KO (golpes)                       | Draka 7                                          | 26 de mayo de 2012       | 1     | 2:36   | Vladivostok                      | Debut en peso pesado.  |

## Registro en kickboxing (incompleto)
| Fecha                                                              | Resultado | Oponente                     | Evento                                                 | Localización             | Método                | Asalto | Tiempo |  |
| ------------------------------------------------------------------ | --------- | ---------------------------- | ------------------------------------------------------ | ------------------------ | --------------------- | ------ | ------ |  |
| 30-07-2017                                                         | Victoria  | Carlos Salazar               | Deadly Despair 2                                       | Paramaribo, Surinam      | TKO                   | 3      | N/A    |  |
| 27-12-2016                                                         | Victoria  | Sergio Pique                 | Bloed, Zweet & Tranen 2                                | Paramaribo, Surinam      | KO                    | 2      | N/A    |  |
| Gana el campeonato de peso pesado del torneo Dangerzone +95 kg.    |           |                              |                                                        |                          |                       |        |        |  |
| 03-12-2016                                                         | Victoria  | Donegi Abena                 | 2016 WLF Wulin style vs Krush Chunichi Battle vol.2    | Zhengzhou, China         | KO                    | 1      | N/A    |  |
| Gana el torneo de peso súper pesado de la WLF.                     |           |                              |                                                        |                          |                       |        |        |  |
| 03-12-2016                                                         | Victoria  | Song Liyuan                  | 2016 WLF Wulin style vs Krush Chunichi Battle vol.2    | Zhengzhou, China         | Decisión unánime      | 3      | 3:00   |  |
| 29-07-2016                                                         | Victoria  | Ricardo Soneca               | United Caribbean                                       | Clevia, Surinam          | TKO                   | 1      | N/A    |  |
| Gana el Campeonato Mundial de Kickboxing de Peso Pesado de la EEN. |           |                              |                                                        |                          |                       |        |        |  |
| 28-05-2016                                                         | Victoria  | Kamran Aminzadeh             | God of the Arena 2                                     | Zhengzhou, China         | Decisión unánime      | 3      | 3:00   |  |
| 30-04-2016                                                         | Victoria  | Kenneth Bishop               | N/A                                                    | N/A                      | KO                    | 1      | N/A    |  |
| 20-12-2015                                                         | Victoria  | Colin George                 | Bloed, Zweet & Tranen                                  | Países Bajos             | KO                    | 1      | N/A    |  |
| 01-06                                                              | Victoria  | Paulo Rogerio Neves Ferreira | The New Generation II - Suriname vs. Brazil            | Surinam                  | TKO                   | 2      | N/A    |  |
| 21-12-2013                                                         | Victoria  | Mikhail Tyuterev             | Cup of Champions 2013                                  | Novosibirsk, Rusia       | Decisión unánime      | 3      | 3:00   |  |
| 28-09-2013                                                         | Victoria  | Dennis Stolzenbach           | Next Generation                                        | Paramaribo, Surinam      | Decisión unánime      | 3      | 3:00   |  |
| 03-08-2013                                                         | Victoria  | Rodney Glunder               | Beat Down                                              | Paramaribo, Surinam      | KO (golpes)           | 3      | N/A    |  |
| 18-05-2013                                                         | Derrota   | Benjamin Adegbuyi            | SUPERKOMBAT World Grand Prix II 2013                   | Craiova, Rumania         | Decisión unánime      | 3      | 3:00   |  |
| 06-04-2013                                                         | Derrota   | Muamer Tufekčić              | SUPERKOMBAT World Grand Prix I 2013, Semi Finals       | Oradea, Rumania          | Decisión dividida     | 3      | 3:00   |  |
| Por el título del torneo SUPERKOMBAT World Grand Prix I 2013.      |           |                              |                                                        |                          |                       |        |        |  |
| 06-04-2013                                                         | Victoria  | Nikolaj Falin                | SUPERKOMBAT World Grand Prix I 2013, Semi Finals       | Oradea, Rumania          | Decisión dividida     | 3      | 3:00   |  |
| 09-03-2013                                                         | Victoria  | Oscar Isidoro                | Death B4 Defeat                                        | Paramaribo, Surinam      | TKO                   | N/A    | N/A    |  |
| 28-12-2012                                                         | Victoria  | Marcello Adriaansz           | Slamm Soema na Basi III                                | Paramaribo, Surinam      | KO                    | N/A    | N/A    |  |
| 20-10-2012                                                         | Victoria  | Dennis Stolzenbach           | Emmen Fight Night                                      | Emmen, Países Bajos      | N/A                   | N/A    | N/A    |  |
| 12-05-2012                                                         | Derrota   | Raul Cătinaș                 | SUPERKOMBAT World Grand Prix II 2012, Semi Finals      | Cluj Napoca, Rumania     | KO (puño izquierdo)   | 2      | N/A    |  |
| 28-12-2011                                                         | Victoria  | Jan Siersema                 | Slamm Soema na Basi II                                 | Paramaribo, Surinam      | Decisión              | N/A    | 3:00   |  |
| Gana el campeonato de peso pesado de Soema na Basi.                |           |                              |                                                        |                          |                       |        |        |  |
| 19-11-2011                                                         | Victoria  | Benjamin Adegbuyi            | SUPERKOMBAT World Grand Prix 2011 Final, Reserve Fight | Darmstadt, Alemania      | KO (Gancho izquierdo) | 2      | 1:37   |  |
| 30-10-2011                                                         | Derrota   | Michael Duut                 | Kickboksgala Kalverdijkje                              | Leeuwarden, Países Bajos | Decisión              | 3      | 3:00   |  |
| 26-08-2011                                                         | Victoria  | Jahya Gulay                  | SLAMM! Events: Super Suri Thaiboxing Cup               | Paramaribo, Surinam      | TKO                   | N/A    | N/A    |  |
| 21-05-2011                                                         | Derrota   | Roman Kleibl                 | SuperKombat World Grand Prix I 2011, Semi Finals       | Bucharest, Rumania       | Decisión unánime      | 3      | 3:00   |  |
| 15-05-2011                                                         | Victoria  | Mitchell de Ligny            | Rings Gala                                             | Amstelveen, Países Bajos | Decisión              | 3      | 3:00   |  |
| 03-2011                                                            | Derrota   | Ricardo Soneca               | Tatneft World Cup 2011                                 | Kazan, Rusia             | KO                    | 2      | N/A    |  |
| 23-12-2010                                                         | Derrota   | Reamon Welboren              | Wij zijn Boos Klaar om te Bosse II                     | Paramaribo, Surinam      | Decisión              | 3      | 3:00   |  |
| 24-11-2010                                                         | Victoria  | Mutlu Karabulut              | RINGS gala "Blood, Sweat & Tears"                      | Países Bajos             | KO                    | N/A    | N/A    |  |
| 10-2010                                                            | Victoria  | Etienne Schop                | No Guts No Glory 4                                     | Países Bajos             | KO                    | 2      | N/A    |  |
| 03-10-2010                                                         | Victoria  | Utley Meriana                | Memento Mori part 1                                    | Róterdam, Países Bajos   | TKO                   | 2      | N/A    |  |
| 29-08-2010                                                         | Victoria  | Erik Rivera                  | Fighting with the Stars                                | Paramaribo, Surinam      | KO                    | 1      | N/A    |  |
| 21-03-2010                                                         | Empate    | Jahfarr Wilnis               | K-1 World MAX 2010 West Europe Tournament              | Utrecht, Países Bajos    | Empate                | 3      | 3:00   |  |
| 23-12-2009                                                         | Derrota   | Murat Aygun                  | N/A                                                    | Paramaribo, Surinam      | Decisión              | 3      | 3:00   |  |